# Norra Hyttjärnen
Norra Hyttjärnen är en sjö i Filipstads kommun i Värmland och ingår i Göta älvs huvudavrinningsområde.